# Мартони, Никколо да
Никколо да Мартони (итал. Niccolò da Martoni) — итальянский путешественник, автор путевых заметок, известных под названием «Книга паломника» (Liber Peregrinationis ad Loca Sancta). Труд Никколо да Мартони наряду со свидетельствами Кириако Анконского и Михаила Хониата — важный источник о жизни в Греции и Аттике, в частности периода латинократии.

## «Книга паломника»
Никколо да Мартони путешествовал по Греции в 1395 году. Афины он посетил 24 и 25 февраля только для того, чтобы пришвартовать корабль и таким образом избежать столкновения с турецкими пиратами, возвращаясь из Святой Земли. Его рассказ о городе включает первое после Павсания систематическое описание внешнего вида Парфенона и его внутреннего убранства, а также описание Акрополя в целом, Пропилей, Панафинейского стадиона, Храма Зевса Олимпийского.
Описание Парфенона да Мартони сочетает эмоциональное увлечение архитектурой и убранством храма с интересом паломника к священным реликвиям. Он потрясен размерами храма, мраморными рельефами и даже количеством колонн, которых он насчитал 60, хотя на самом деле колонн 58. Во внутреннем убранстве Мартони отмечает пышный балдахин над алтарем, который поддерживали 4 яшмовые колонны. Он рассказывает историю дверей собора: якобы они служили воротами легендарной Трои, их привезли в Афины уже после окончательной победы над троянцами. Эта история считается исследователями нелепым вымыслом церковного служаки или проводника, который сопровождал паломников.
Мартони представляет Парфенон достопримечательностью исключительно христианской истории, однако главным богатством считает не многочисленные реликвии и уважаемую икону Богородицы, написанную евангелистом Лукой и украшенную жемчугом и драгоценными камнями, а копию Евангелия, написанную на греческом языке на тонком золоченом пергаменте святой равноапостольной Еленой, матерью Константина Великого, первого византийского императора, официально принявшего христианство. Также Мартони повествует о кресте, выцарапанном на одной из колонн Парфенона святым Дионисием Ареопагитом.
Краткое сообщение о Николо де Мартони и изложение его латинского текста приведено в книге Mediaeval and Renaissance Visitors to Greek Lands.